# Pavoraja umbrosa
Pavoraja umbrosa är en rockeart som beskrevs av Last, Mallick och Yearsley 2008. Pavoraja umbrosa ingår i släktet Pavoraja och familjen egentliga rockor. Inga underarter finns listade i Catalogue of Life.